# Rognaix
Rognaix – miejscowość i gmina we Francji, w regionie Owernia-Rodan-Alpy, w departamencie Sabaudia.
Według danych na rok 1990 gminę zamieszkiwało 287 osób, a gęstość zaludnienia wynosiła 32 osób/km² (wśród 2880 gmin regionu Rodan-Alpy Rognaix plasuje się na 1342 miejscu pod względem liczby ludności, natomiast pod względem powierzchni na miejscu 1205). 
Przez gminę przepływa rzeka Isère. 